# Новоникольский сельсовет (Тамбовская область)
Новоникольский сельсовет — сельское поселение в Мичуринском районе Тамбовской области.
Административный центр — село Новоникольское.

## Население
| 2010  | 2012  | 2013  | 2014  | 2015  | 2016  | 2017  |
| ----- | ----- | ----- | ----- | ----- | ----- | ----- |
| 3515  | ↗3555 | ↘3523 | ↘3497 | ↘3456 | ↗3521 | ↘3395 |
| 2018  | 2019  | 2020  | 2021  |       |       |       |
| ↘3386 | ↘3319 | ↘3288 | ↘3159 |       |       |       |

## Состав сельского поселения
| № | Населённый пункт    | Тип населённого пункта       | Население |
| - | ------------------- | ---------------------------- | --------- |
| 1 | Большая Сосновка    | село                         | ↘233      |
| 2 | Лавровские Подворки | деревня                      | ↘7        |
| 3 | Новоникольское      | село, административный центр | ↗3163     |
| 4 | Сестренка           | село                         | ↘112      |